# Баранецький Володимир Миколайович
Баране́цький Володи́мир Миколайович  (6 січня 1920, с. Воля Якубова Дрогобицького повіту Галичини — 18 лютого 2016, Мейплвуд)  — економіст, банкір, громадський діяч, публіцист, книговидавець.

## Життєпис
Його батько о. Микола Баранецький був парохом в селі Воля Якубова з 1914 року до 20 липня 1944 року. Його мама Елеонора Кульчицька.
Володимир Баранецький студіював економічні науки в Академії Закордонної Торгівлі у Львові. Завершував студії у Мюнхені в 1945 —1947 рр. З 1947 року у США. Там нострифікацією у Tuck School of Business Administration та Darthmouth College здобув дипломи маґістра комерційних наук (1950 р.) та маґістра з керівництва підприємством (1951 р.). У 1951 —1985 рр. працював у Нью-Йорку в одному з найбільших світових банків Morgan Guaranty Trust Company, спершу як екзекутивний офіцер, а з 1962 р. як віце-президент і завідувач зв'язками з банками Південної і Північної Америки.
Актив. громад. діяч у США: співзасн. (1953), згодом голова Укр. нар. дому у Нью-Йорку, член дирекції Укр. ін-ту (Нью-Йорк, 1981; заст. президента — 1982—90, президент — 1990—97); член НТШ (1986), дир. Фундації О. Грищенка (США, від 1972), Фундації Україна—США (Вашинґтон, 1994), член контрол. комісії НТШ Америки (від 1989), від 1985 — голова Фундації ЕУ, голова Координац. ком-ту допомоги Україні (у США), член Укр. всесвіт. Координац. ради (Київ, 1993—95), член ради Т-ва «Україна» (Київ, 1998); від 1990 — голова групи репрезентантів укр. орг-цій США на зустрічах з представниками амер. адміністрації в Білому Домі, Держ. Департаменті, Конгресі та ін. уряд. установах для захисту державостановлення та допомоги Україні. Голова Ради Меценатів Енциклопедії Сучасної України (від 1998).
В. Баранецький був активним у громадській діяльності на користь Україні. У 1937 —1944 рр. він студентський (Українська Студентська Громада) і спортивний діяч у Львові, а в 1945 —1947 рр.  — голова Української Студентської Громади у Мюнхені. У США він співзасновник (1953 р.), а згодом голова Українського Народного Дому в Нью-Йорку, заступник голови Українського Інституту Америки (з 1981 р.), член НТШ з 1983 р., з 1984 р. голова Фундації Енциклопедії Українознавства у США, президент кооперативи «Самопоміч» в Ньюарку (1985 —1992 рр.), голова Ради Директорів Координаційного Комітету Допомоги Україні (США), з 1992 р. член Всесвітньої Координаційної Ради у Києві.